# Heimatmuseum Hanerau-Hademarschen

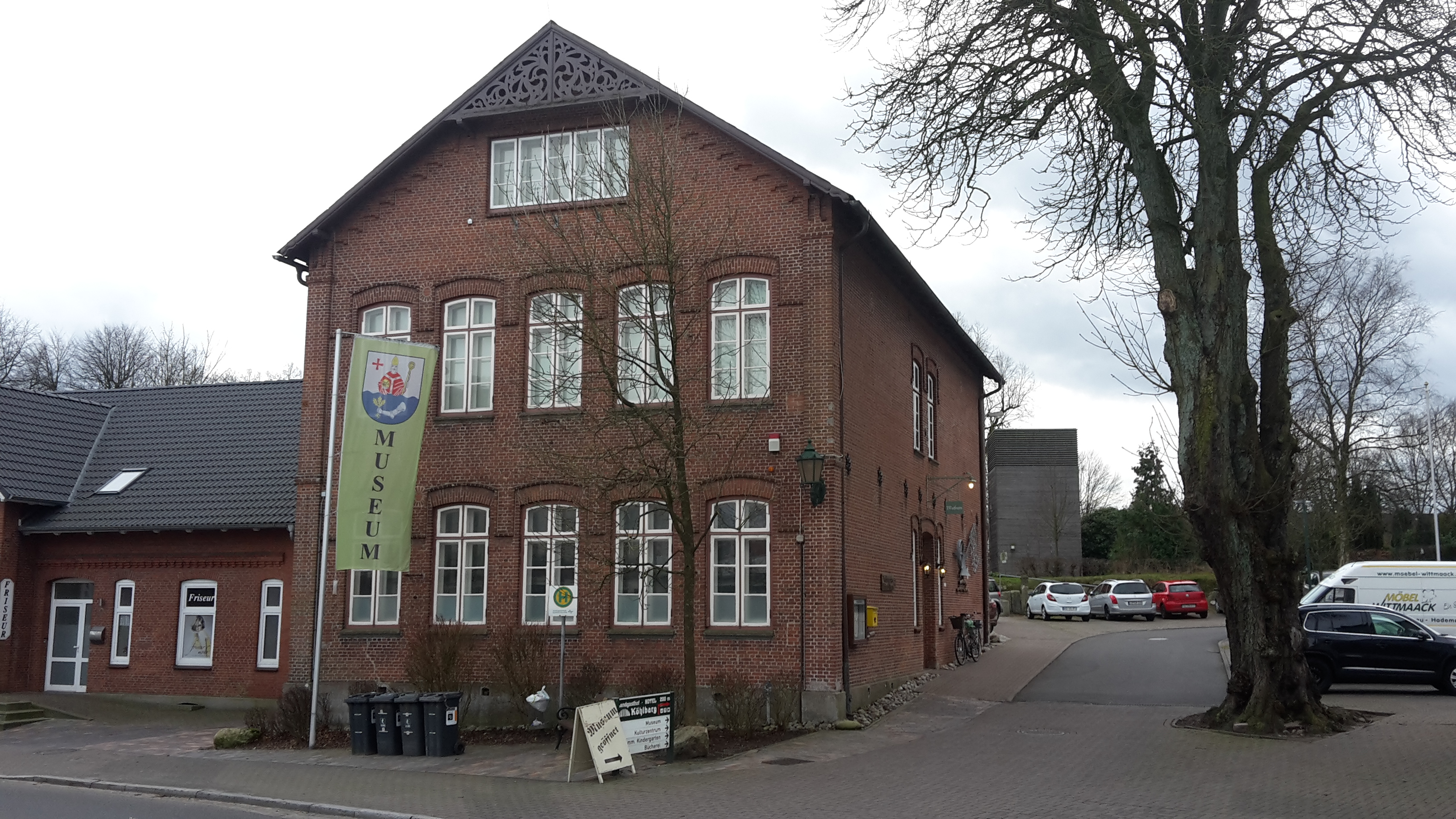
Das Museumsgebäude

Das Heimatmuseum Hanerau-Hademarschen ist ein seit 1984 bestehendes Heimatmuseum in Schleswig-Holstein. Es befindet sich in einer 1884 errichteten ehemaligen Schule im Zentrum von Hanerau-Hademarschen und wird im Auftrag der Gemeinde von einem Museumsverein betrieben. Leiter ist Fritz Hermann Barnstedt – von 2004 bis 2024 erster Vorsitzender des Museumsvereins Rendsburg-Eckernförde –, der 2018 den Hademarscher Museumsverein Heimatmuseum Hanerau-Hademarschen e. V. gründete, um das Museum zu erhalten. Für seine langjährige ehrenamtliche Tätigkeit wurde er 2023 mit der Ehrennadel des Landes Schleswig-Holstein ausgezeichnet.

## Ursprung und Entwicklung

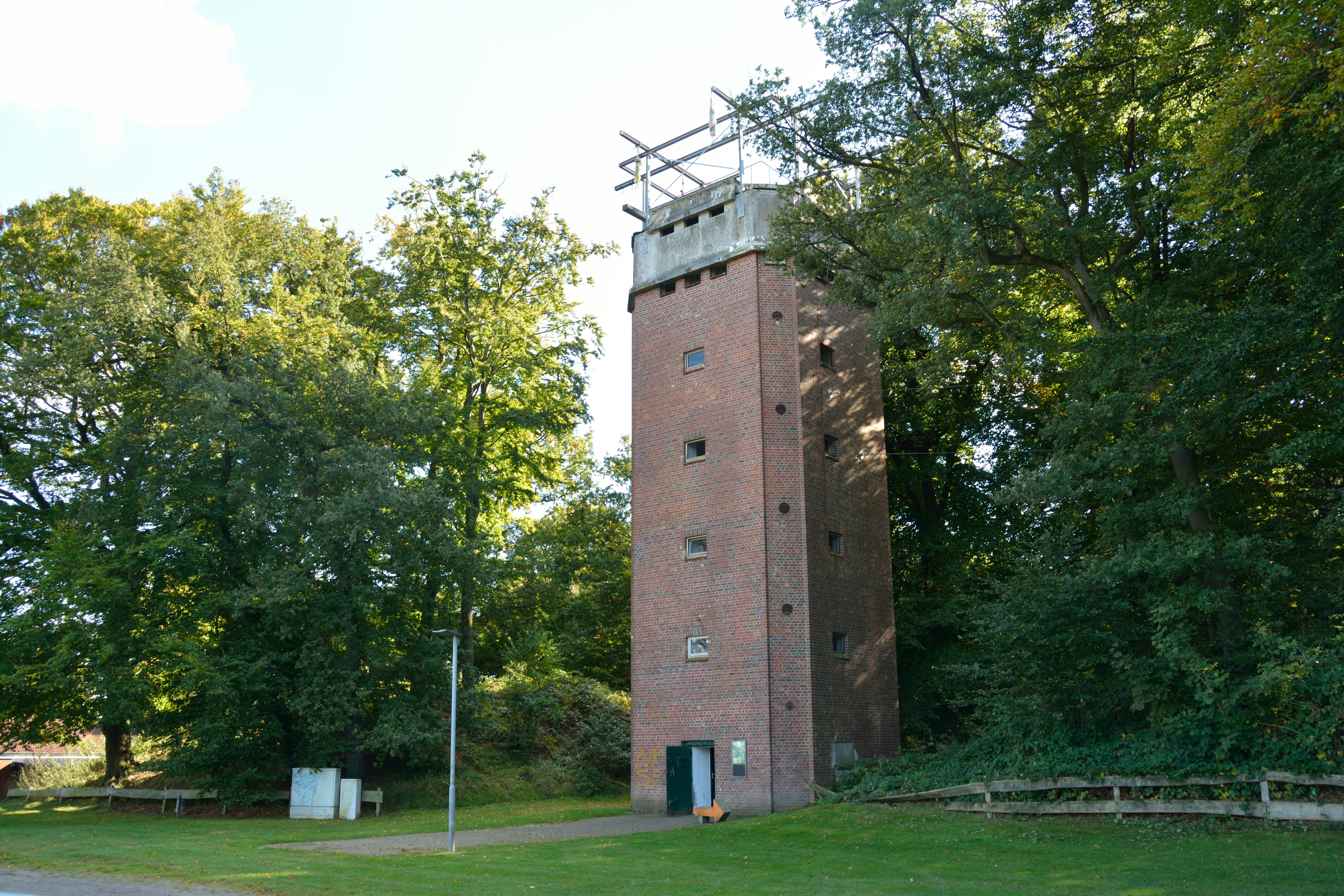
Ehemaliger Flakturm auf den Hademarscher Bergen

Der Ursprung des Heimatmuseums Hanerau-Hademarschen liegt in den 1970er Jahren und geht auf die Initiative von Friedrich Karl Wenzlaff und Gero Graf von Gersdorff zurück. Aus den Reihen von ca. 500 Flüchtlingen und Heimatvertriebenen aus den ehemaligen deutschen Ostgebieten, die inzwischen in Hanerau-Hademarschen und den Nachbardörfern beheimatet waren, wurden in einem ehemaligen  Flakturm auf den Hademarscher Bergen zwei Räume hergerichtet und mit Exponaten von der Flucht und Vertreibung bestückt. Im September 1977 wurden die beiden Ostdeutschen Heimatstuben mit einer Ausstellung der gesammelten Erinnerungsstücke eröffnet.                    
Bereits 1978 wurde die Einrichtung eines größeren Museums angedacht. Nachdem der Ankauf eines kleinen Reetdachhauses nicht verwirklicht werden konnte, entschloss sich Gemeinde Hanerau-Hademarschen, im nicht mehr benötigten Volksschulgebäude von 1884 Im Kloster 12 ein Museum einzurichten. Der Arbeitskreis Museum – bestehend aus Friedrich Karl Wenzlaff, Hans Wilhelm Schwarz, Helene Hedde, Hans Witt, Gerd Hartwig Peters, Hinrich Fenske und Franz Treplin – richtete mehrere Ausstellungsräume ein und verlagerte die Ostdeutschen Heimatstuben aus dem Flakturm an den neuen Standort. Im Mai 1984 fand die Eröffnung statt. Die Sammlung entwickelte sich stetig. Dem Mitte der 1990er Jahre entstandenen Platzmangel konnte man begegnen, als ab 1998 auch Räumlichkeiten in einem weiteren ehemaligen Schulgebäude von 1950 auf dem gleichen Grundstück genutzt werden konnten.

## Dauerausstellung
Das Museum zeigt Exponate aus der Vor- und Frühgeschichte Hanerau-Hademarschens und seiner Umgebung sowie aus der Ortsgeschichte. Die Theodor-Storm-Stube, deren Begehung mit Audioguide möglich ist, dient der Erinnerung an den Dichter und seine Zeit in Hademarschen. In den beiden Ostdeutschen Stuben können Bilder, Schriften und Landkarten aus den ehemaligen deutschen Gebieten sowie Gegenstände aus dem Fluchtgepäck der Heimatvertriebenen besichtigt werden. Weiterhin wird die Geschichte des Baues des Nord-Ostsee-Kanals aufbereitet. Der Blaue Salon, ein Wohnzimmer im Jugendstil stammt aus einem Hademarscher Geschäftshaushalt aus der Zeit um 1900. Das Hademarscher Zimmer zeigt Wohnkultur Ende des 19. Jahrhunderts. Daneben werden alte Küchen- und Haushaltsgeräte, Exponate aus Kolonialwarenläden und von der ehemaligen Hademarscher Meierei sowie landwirtschaftliche Geräte aus früheren Zeiten ausgestellt. Eine Schuhmacher-, eine Uhrmacher- und eine Drechselwerkstatt zeigen altes Handwerk. Ein Original-Klassenzimmer von 1946 ist zu besichtigen. Die Ausstellungsstücke im Kirchenzimmer stammen vom Umbau der Severinkirche 1964 oder sie wurden nach dem Kirchenbrand 2003 aus den Trümmern geborgen und restauriert. Im Heimatmuseum werden Akten aller Gemeinden des ehemaligen Amtes Hanerau-Hademarschen archiviert. Außerdem können Pressepublikationen und Mitteilungsblätter eingesehen und gelesen werden.

## Sonderausstellungen
Im Museum werden regelmäßig Sonderausstellungen präsentiert. Einige Themen der vergangenen Jahre waren Handarbeiten, Poesiealben, Hanerau-Hademarschen in schweren Zeiten 1944–1955, Taufe und Konfirmation im Wandel, Der Reiz des alten Spielzeugs sowie Kulturgeschichte der Marine.

## Bildergalerie

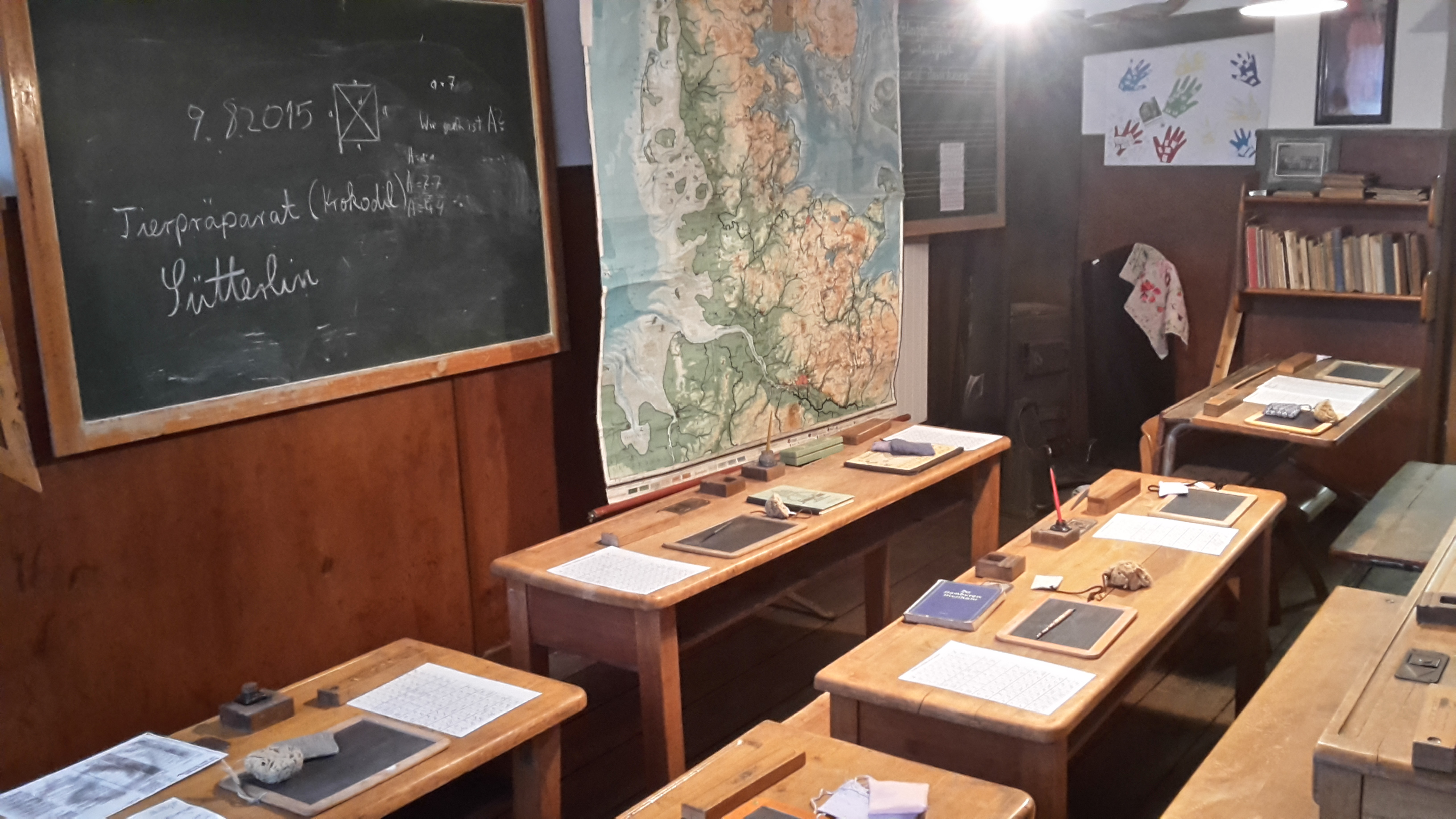
Klassenzimmer von 1946
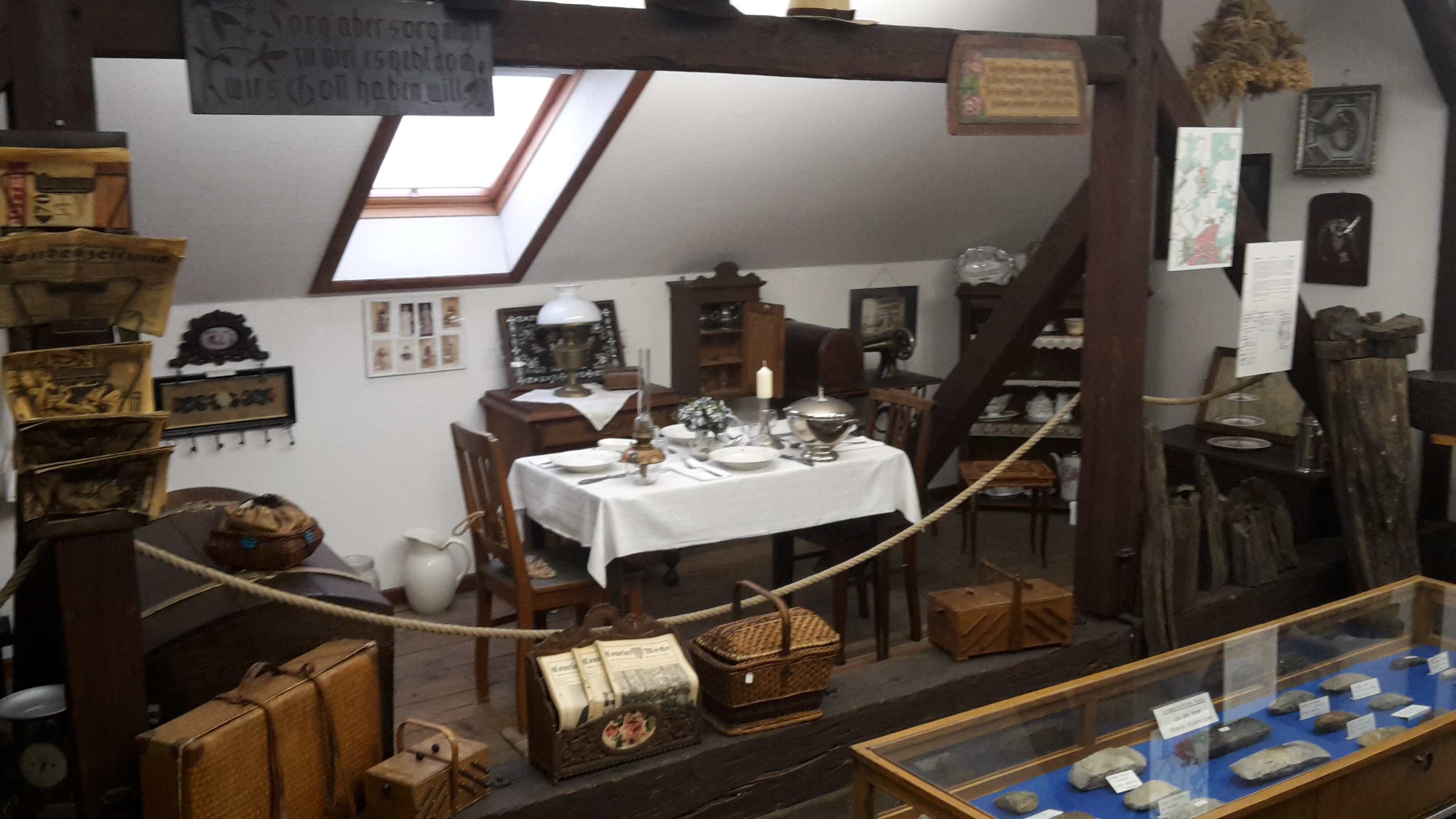
Wohnkultur in der Nachkriegszeit
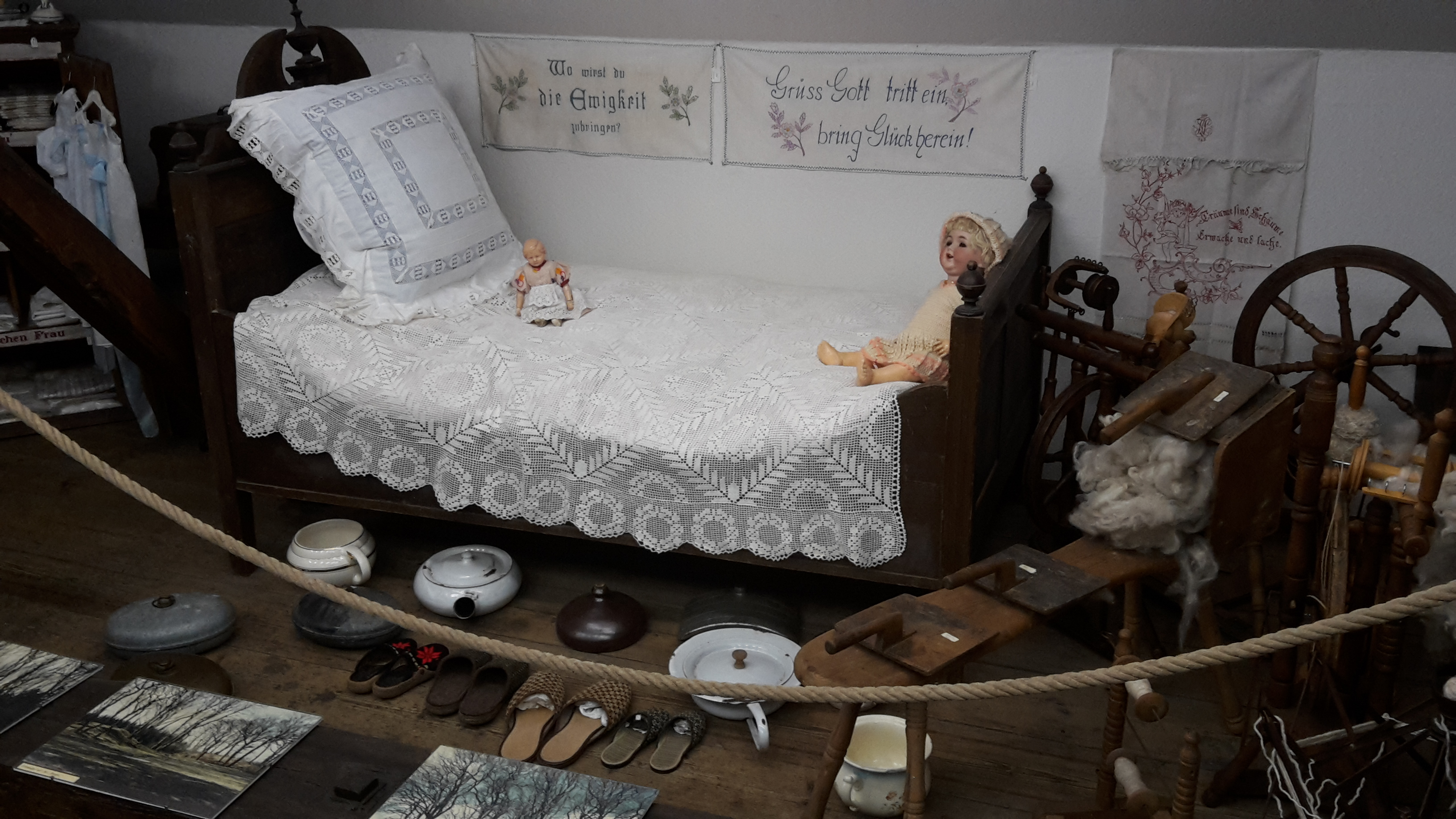
Ausstellung im 2. Obergeschoss

## Organisatorisches
Das Museum ist an jedem ersten Sonntag im Monat nachmittags von 14.00 bis 17.00 Uhr geöffnet. Der Eintritt ist frei. Nach Absprache sind Führungen möglich. 